# Baracoa
Baracoa je město na východě Kuby, nacházející se v provincii Guantánamo.

## Historie
Bylo založeno roku 1511 španělským conquistadorem Diegem Velázquezem jako vůbec první město na ostrově (odtud také občasné označení Ciudad Primada, tj. prvotní město), a také v prvních letech sloužilo jako hlavní španělská osada, než se centrum začalo přesouvat dál na západ země. V roce 1515 tak přejalo roli hlavního města kolonie - byť také jen na čas - Santiago de Cuba, a od té doby se Baracoa vyvíjela v relativní isolaci. Počátkem 19. století se zde začali usazovat francouzští plantážníci, již uprchli z nedalekého Haiti po vyhlášení nezávislosti této země. Ti začali v místní kopcovité krajině pěstovat kokosové palmy, kakaovníky a kávovníky - kokosy, kakao, čokoláda a káva tvoří i v současnosti hlavní produkci této oblasti. V roce 2002 měla Baracoa 82 tisíc obyvatel.

### Zajímavosti
V baracojské katedrále (Catedral de Nuestra Señora de la Asunción) je uchováván jediný zachovalý z 29 dřevěných křížů (Cruz de la Parra), které na kubánské půdě vztyčil při své první americké výpravě v r. 1492 Kryštof Kolumbus.